# تورانو لودیجیانو
تورانو لودیجیانو (به ایتالیایی: Turano Lodigiano) یک کومونه در ایتالیا است که در استان لودی واقع شده‌است. تورانو لودیجیانو ۱۶٫۱ کیلومتر مربع مساحت و ۱٬۳۳۱ نفر جمعیت دارد.